# Reinhold-Tüxen-Gesellschaft
Die Reinhold-Tüxen-Gesellschaft e. V. (RTG) ist die deutschsprachige wissenschaftliche Fachgesellschaft für Vegetationskunde.  Sie ist nach Reinhold Tüxen benannt, dem geistigen Vater der Pflanzensoziologie in Deutschland. Der Geschäftssitz ist am Institut für Geobotanik der Gottfried Wilhelm Leibniz Universität Hannover angesiedelt, Vorsitzender ist derzeit Hansjörg Küster.
Innerhalb der RTG existieren vier Arbeitskreise:
- „Vegetationsgeschichte“; Leiter: Felix Bittmann
- „Syntaxonomie“; Leiter: Hartmut Dierschke
- „Vegetationsdynamik“; Leiter: Stefan Klotz
- „Biomonitoring/Global Change“; Leiter: Conradin Burga
- „Moore/Feuchtwälder“ (zurzeit inaktiv).

Die RTG veranstaltet unter anderem wissenschaftliche Tagungen bzw. Symposien. Sie veröffentlicht seit 1989 über ihre Tätigkeit und Ergebnisse die jährlichen „Berichte  der Reinhold-Tüxen-Gesellschaft“ (zuvor: „Schriften der Reinhold-Tüxen-Gesellschaft“).